# لاو هون باك
لاو هون باك (مواليد 14 يوليو 1939) هو ملاكم هونغ كونغي، مثّل بلاده في الألعاب الأولمبية الصيفية 1964.

## روابط خارجية
لاو هون باك على موقع أوليمبيديا (الإنجليزية)